# سمير خربوش
 سمير خربوش (1976الجزائر) هو لاعب كرة قدم جزائري.

## روابط خارجية
- سمير خربوش على موقع قاعدة بيانات كرة القدم.إي يو (الإنجليزية)
- سمير خربوش على موقع ناشيونال فوتبول تيمز (الإنجليزية)